# Pierre Cusson
Pierre Cusson (1727-1783), fue un botánico francés que se especializó en las umbelíferas. En su juventud viajó por Mallorca, España y los Pirineos, realizó una excelente recogida de muestras de la flora de las regiones visitadas. Poco después de su regreso a su casa en Montpellier, una pariente de edad avanzada con la que vivió, al limpiar su estudio, en su ausencia, destruyó toda su colección.

## Honores

### Eponimia
Género
- (Araliaceae) Cussonia Thunb.[2]

Especies
- (Apiaceae) Didiscus cussonii (Montrouz.) Guillaumin & Beauvis.[3]

- (Apiaceae) Trachymene cussonii (Montrouz.) B.L.Burtt[4]

- La abreviatura «Cusson» se emplea para indicar a Pierre Cusson como autoridad en la descripción y clasificación científica de los vegetales.[5]